# Хобарт Беј (Аљаска)
Хобарт Беј (енгл. Hobart Bay) насељено је место без административног статуса у америчкој савезној држави Аљаска.

## Демографија
По попису из 2010. године број становника је 1, што је 2 (-66,7%) становника мање него 2000. године.
| Група             | 2000.     | 2010.    |
| Белци             | 2 (66,7%) | 0 (0,0%) |
| Афроамериканци    | 0 (0,0%)  | 0 (0,0%) |
| Азијати           | 0 (0,0%)  | 0 (0,0%) |
| Хиспаноамериканци | 0 (0,0%)  | 0 (0,0%) |
| Укупно            | 3         | 1        |